# Айкфелд, Кейси
Кейси Айкфелд (англ. Casey Eichfeld; 15 ноября 1989, Гаррисберг, Пенсильвания, США) — американский каноист-слаломист, участник двух летних Олимпийских игр, двукратный чемпион Панамериканских игр, многократный призёр чемпионатов США.

## Спортивная биография
Заниматься греблей Айкфелд начал уже в 2 года под руководством своего отца, а с 5 лет стал заниматься гребным слаломом. В 8-летнем возрасте Кейси стал самым молодым участником национального кадетского первенства. С 14 лет Айкфелд стал участвовать в соревнованиях в составе молодёжной сборной США. В 2006 году Айкфелд стал вторым На Панамериканском чемпионате в соревнованиях одиночек. В 2008 году Кейси Айкфелд дебютировал на летних Олимпийских играх в Пекине. Айкфелд принял участие в соревновании двоек. Его напарником стал Ричард Пауэлл. В квалификационном раунде молодые американские гребцы не смогли оказать достойную конкуренцию более опытным соперникам и заняли предпоследнее 11-е место.
В 2011 году Айкфелд стал двукратным обладателем серебряных медалей Панамериканского чемпионата, а также стал вторым в личном зачёте и третьим в соревновании двоек на национальном чемпионате США. В 2012 году по результатам многоступенчатого национального отбора Кейси опередил Бенна Фрейкера и получил возможность выступить на своих вторых летних Олимпийских играх.
На летних Олимпийских играх 2012 года в Лондоне Айкфелд выступил в соревнованиях каноистов-одиночек. По итогам первой квалификационной попытки Кейси показал 8-е время, но штраф в 2 секунды, полученный по ходу дистанции откинул его на 10-е место. Тем не менее этот результат давал право выступить в полуфинале. Однако не самое лучшее прохождение второй попытки не позволило ему улучшить собственный результат, при этом в итоговой таблице его смогли обойти трое гребцов, в результате чего Айкфелд откатился на 14-е место, которое не позволило ему продолжать борьбу за олимпийские медали.
Летом 2015 года в программе Панамериканских игр состоялся дебют гребного слалома. Соревнования каноистов в рамках Игр прошли для Айкфелда триумфально. Американский гребец стал чемпионом, как в соревнованиях одиночек, так и в двойках вместе с Девином Макивэном. Этими победами Айкфелд также принёс американской сборной две лицензии на участие в летних Олимпийских играх 2016 года. В сентябре 2015 года Кейси был близок к своей первой награде на взрослом чемпионате мира. Как и три года назад на Играх в Лондоне Айкфелда подвели 2 штрафные секунды, которые он заработал во время финального спуска, в результате чего американский гребец вместо заслуженной бронзовой медали, завоевал лишь 4-е место, отстав от 3-го на 0,21 секунды.